# Copa América 1947
Copa América 1947 – dwudzieste mistrzostwa kontynentu południowoamerykańskiego, odbyły się w dniach 30 listopada – 31 grudnia 1947 roku po raz pierwszy w Ekwadorze. Brazylia wycofała się, co spowodowało, że w turnieju po raz pierwszy zagrało osiem zespołów. Grano systemem każdy z każdym, a o zwycięstwie w turnieju decydowała końcowa tabela.

## Uczestnicy

### Argentyna
| Zawodnik                    | Klub                      |
| --------------------------- | ------------------------- |
| Mario Emilio Heriberto Boyé | Boca Juniors              |
| Francisco Campana           | Chacarita Juniors         |
| Camilo Rodolfo Cerviño      | CA Independiente          |
| Juan Carlos Colman          | Newell's Old Boys Rosario |
| Julio Adolfo Cozzi          | CA Platense               |
| Obdulio Diano               | Boca Juniors              |
| Alfredo Di Stéfano          | River Plate               |
| Mario Fernández             | CA Independiente          |
| Ernesto Gutiérrez           | Racing Club de Avellaneda |
| Félix Loustau               | River Plate               |
| José Manuel Marante         | Boca Juniors              |
| Norberto Doroteo Méndez     | CA Huracán                |
| José Manuel Moreno          | River Plate               |
| Nicolás Palma               | Racing Club de Avellaneda |
| Angel Perucca               | Newell's Old Boys Rosario |
| Natalio Agustín Pescia      | Boca Juniors              |
| René Alejandro Pontoni      | San Lorenzo de Almagro    |
| Néstor Raúl Rossi           | River Plate               |
| Oscar Carlos Sastre         | CA Independiente          |
| Juan Carlos Sobrero         | Newell's Old Boys Rosario |
| Ezra Sued                   | Racing Club de Avellaneda |
| Norberto Antonio Yácono     | River Plate               |
| Trener: Guillermo Stábile   |                           |

### Boliwia
| Zawodnik              | Klub               |
| --------------------- | ------------------ |
| Alberto Acha          | Club The Strongest |
| Duberty Aráoz         | Lítoral La Paz     |
| Vicente Arraya        | Feroviario La Paz  |
| José Bustamante       | Lítoral La Paz     |
| Exequiel Calderón     | Lítoral La Paz     |
| Leonardo Ferrel       | Club The Strongest |
| Zenón González        | Ferroviario La Paz |
| Juan Guerra           | Ferroviario La Paz |
| Benigno Gutiérrez     | Lítoral La Paz     |
| Eduardo Gutiérrez     | CD Ingavi          |
| Rodolfo Maida         | ?                  |
| Benjamín Maldonado    | CD San José        |
| Severo Orgaz          | Lítoral La Paz     |
| Armando Tapia         | Ferroviario La Paz |
| Arturo Tardío         | ?                  |
| Víctor Ugarte         | Club Bolívar       |
| Raúl Vargas           | Ferroviario La Paz |
| Serapio Vega          | ?                  |
| Trener: Diógenes Lara |                    |

### Chile
| Zawodnik                   | Klub                      |
| -------------------------- | ------------------------- |
| Juan Manuel Acuña          | Audax Italiano            |
| Manuel Alvarez             | CD Universidad Católica   |
| Jorge Araya                | Green Cross Santiago      |
| Mario Baeza                | Club Universidad de Chile |
| Miguel Busquets            | Club Universidad de Chile |
| Fernando Iván Campos       | Santiago Wanderers        |
| Raimundo Infante           | CD Universidad Católica   |
| Sergio Roberto Livingstone | CD Universidad Católica   |
| Pedro Hugo López           | Club Universidad de Chile |
| Manuel Machuca Berríos     | CSD Colo-Colo             |
| Juan Negri                 | Club Universidad de Chile |
| Jorge Peñaloza             | CSD Colo-Colo             |
| Andrés Prieto              | CD Universidad Católica   |
| Fernando Riera             | CD Universidad Católica   |
| Osvaldo Sáez               | Santiago Wanderers        |
| José Sepúlveda             | Club Universidad de Chile |
| Francisco Urroz            | CSD Colo-Colo             |
| Carlos Varela              | Audax Italiano            |
| Freddy Wood                | Santiago Morning          |
| Trener: Luis Tirado        |                           |

### Ekwador
| Zawodnik              | Klub |
| --------------------- | ---- |
| Víctor Aguayo         | ?    |
| Enrique Alvarez       | ?    |
| Enrique Cantos        | ?    |
| Luis Alfredo Carrillo | ?    |
| Víctor Cevallos       | ?    |
| César Garnica         | ?    |
| Guillermo Gavilánez   | ?    |
| Jorge Henríquez       | ?    |
| José María Jiménez    | ?    |
| Heráclides Marín      | ?    |
| Napoleón Medina       | ?    |
| José Mendoza          | ?    |
| Luis Antonio Mendoza  | ?    |
| Alfredo Molina        | ?    |
| Eduardo Ortiz         | ?    |
| Gonzalo Pozo          | ?    |
| Ricardo Riveros       | ?    |
| Carlos Sánchez        | ?    |
| Celso Torres          | ?    |
| José Vargas           | ?    |
| Víctor Zeballos       | ?    |
| Federico Zenck        | ?    |
| Félix Leyton Zurita   | ?    |
| Trener: Ramón Unamuno |      |

### Kolumbia
| Zawodnik                | Klub |
| ----------------------- | ---- |
| Andrés Acosta           | ?    |
| Carlos Arango           | ?    |
| Octavio Carrillo        | ?    |
| Antonio Julio De La Hoz | ?    |
| Luis Estupiñán          | ?    |
| Saulo Flores            | ?    |
| Jaime Gamboa            | ?    |
| Rigoberto García        | ?    |
| Luis González Rubio     | ?    |
| Rafael Granados         | ?    |
| Ricardo Granados        | ?    |
| Salvador Londoño        | ?    |
| Edgar Mallarino         | ?    |
| Gabriel Mejía           | ?    |
| Roberto Meléndez        | ?    |
| Apolinar Pérez          | ?    |
| Humberto Picalúa        | ?    |
| Juan Quintero           | ?    |
| Octavio Ruiz            | ?    |
| Efraín Sánchez          | ?    |
| Rafael Serna            | ?    |
| Roberto Soto            | ?    |
| Efraín Vásquez          | ?    |
| Carlos Vivares          | ?    |
| Trener: Lino Taioli     |      |

### Paragwaj
| Zawodnik               | Klub          |
| ---------------------- | ------------- |
| Casimiro Avalos        | ?             |
| Arturo Bobadilla       | ?             |
| Sixto Cantero          | ?             |
| Casiano Céspedes       | ?             |
| Pedro Fernández        | ?             |
| Sinforiano García      | ?             |
| Manuel Gavilán         | ?             |
| Alejandrino Genés      | ?             |
| Enrique Hugo           | ?             |
| César López Fretes     | ?             |
| Leocadio Marín         | Club Olimpia  |
| Vicente Miño           | Club Nacional |
| Ranulfo Miranda        | ?             |
| José Ocampos           | ?             |
| Santiago Rivas         | ?             |
| Vicente Sánchez        | ?             |
| Juan Bautista Villalba | ?             |
| Roque Zarza            | ?             |
| Trener: ?              |               |

### Peru
| Zawodnik             | Klub               |
| -------------------- | ------------------ |
| Rafael Asca          | ?                  |
| Guillermo Barbadillo | ?                  |
| Félix Castillo       | ?                  |
| Juan Castillo        | ?                  |
| Andrés Da Silva      | ?                  |
| Teodoro Fernández    | Universitario Lima |
| Carlos Gómez Sánchez | ?                  |
| Alejandro González   | ?                  |
| Luis Guzmán          | ?                  |
| Cornelio Heredia     | ?                  |
| Valeriano López      | ?                  |
| Eliseo Morales       | ?                  |
| Ernesto Morales      | ?                  |
| Máximo Mosquera      | ?                  |
| Lorenzo Pacheco      | ?                  |
| Enrique Perales      | Municipal Lima     |
| Domingo Raffo        | ?                  |
| Marín Reyna          | ?                  |
| René Rosasco         | ?                  |
| Luis Suárez          | ?                  |
| Carlos Torres        | ?                  |
| Guillermo Valdivieso | ?                  |
| Trener: José Arana   |                    |

### Urugwaj
| Zawodnik                       | Klub                      |
| ------------------------------ | ------------------------- |
| Lorenzo Barreto                | Central Montevideo        |
| Julio César Britos             | CA Peñarol                |
| José Cajiga                    | Rampla Juniors            |
| Oscar Chelle                   | Montevideo Wanderers      |
| Nicolás Falero                 | CA Peñarol                |
| Ramón Ferrés                   | Defensor Sporting         |
| Roberto Gadea                  | Miramar Montevideo        |
| Schubert Gambetta              | Club Nacional de Football |
| José García                    | Defensor Sporting         |
| Miguel Angel Lariccia          | Central Montevideo        |
| Mario Lorenzo                  | CA Peñarol                |
| Héctor Magliano                | Montevideo Wanderers      |
| Luis Alberto Pérez Luz         | River Plate Montevideo    |
| Washington Puente              | Rampla Juniors            |
| Juan Pedro Riephoff            | Rampla Juniors            |
| José Riobó                     | Defensor Sporting         |
| Víctor Pablo Rodríguez Andrade | Central Montevideo        |
| Hosiriz Romero                 | Liverpool Montevideo      |
| Francisco Sabini               | Central Montevideo        |
| Raúl Sarro                     | Defensor Sporting         |
| Washington Stula               | CA Cerro                  |
| Eusebio Ramón Tejera           | Club Nacional de Football |
| Julio Ulises Terra             | River Plate Montevideo    |
| Juan José Tulic                | River Plate Montevideo    |
| Alfredo Young                  | Defensor Sporting         |
| Trener: Juan López Fontana     |                           |

## Mecze

### Ekwador–Boliwia
| EKWADOR – BOLIWIA 2:2 (2:2)                                                                                               |
| --- |
| 30 listopada 1947, Guayaquil, Estadio Capwell (widzów 30 000)                                                             |
| Sędzia: Luis Alberto Fernández                                                                                            |
| EKWADOR: Medina – Henríquez, Zurita – Torres, Alvarez (Ortiz), L.Mendoza – Zenck, Garnica, Jiménez, Aguayo (Cantos), Pozo |
| BOLIWIA: Arraya – Achá, Bustamante – Ferrel, Guerra, Vargas – González, Ugarte (Tardío), Tapia, B.Gutiérrez, Maldonado    |
| Bramki: 1:0 Jiménez 1, 2:0 Jiménez 24, 2:1 B.Gutiérrez 26, 2:2 B.Gutiérrez 44                                             |

### Urugwaj–Kolumbia
| URUGWAJ – KOLUMBIA 2:0 (1:0) |
| --- |
| 2 grudnia 1947, Guayaquil, Estadio Capwell (widzów 20 000)                                                                                             |
| Sędzia: Juan José Alvarez |
| URUGWAJ: Tulic – Lorenzo, Tejera – Gambetta (85 Rodríguez Andrade), Romero, Cajiga – Britos, García (70 Chelle), Falero, Sarro (50 Riephoff), Magliano |
| KOLUMBIA: Sánchez – Mejía, Londońo – Mallarino, De la Hoz (Serna), Quintero – Pérez, Rafael Granados, González Rubio, Arango, Carrillo                 |
| Bramki: 1:0 Falero 26, 2:0 Britos 61 |

### Argentyna–Paragwaj
| ARGENTYNA – PARAGWAJ 6:0 (3:0)                                                                                          |
| --- |
| 2 grudnia 1947, Guayaquil, Estadio Capwell (widzów 20 000)                                                              |
| Sędzia: Víctor Francisco Rivas                                                                                          |
| ARGENTYNA: Cozzi – Marante (42 Colman), Sobrero – Yácono, Perucca, Pescia – Boyé, Méndez, Pontoni, Moreno, Loustau      |
| PARAGWAJ: García – Hugo, Céspedes – Gavilán, Ocampos, Cantero – López Fretes (Rivas), Marín, Genés, Villalba, Fernández |
| Bramki: 1:0 Moreno 10, 2:0 Loustau 22, 3:0 Pontoni 40, 4:0 Pontoni 50, 5:0 Pontoni 82, 6:0 Méndez 87                    |

### Argentyna–Boliwia
| ARGENTYNA – BOLIWIA 7:0 (3:0) |
| --- |
| 4 grudnia 1947, Guayaquil, Estadio Capwell (widzów 30 000)                                                                                  |
| Sędzia: Federico Muńoz Medina |
| ARGENTYNA: Cozzi – Colman, Palma – Yácono (63 Sastre), Perucca (76 Rossi), Pescia – Boyé, Méndez, Pontoni (30 Di Stéfano), Moreno, Loustau  |
| BOLIWIA: Arraya (E.Gutiérrez) – Achá (Aráoz), Bustamante – Ferrel, Guerra, Vargas – González, Ugarte, Tapia, B.Gutiérrez, Maldonado (Orgaz) |
| Bramki: 1:0 Méndez 3, 2:0 Pontoni 22, 3:0 Méndez 44, 4:0 Loustau 56, 5:0 Boyé S8, 6:0 Di Stéfano 62, 7:0 Boyé 76                            |

### Ekwador–Kolumbia
| EKWADOR – KOLUMBIA 0:0 |
| --- |
| 4 grudnia 1947, Guayaquil, Estadio Capwell (widzów 30 000)                                                                                |
| Sędzia: Mario Rubén Heyn |
| EKWADOR: Medina – Henríquez, Zurita – Marín (L.Mendoza), Riveros (Torres), Ortiz – Cevallos, Garnica (Gavilánez), Jiménez, Cantos, Pozo   |
| KOLUMBIA: Sánchez – Mejía, Picalúa – Mallarino, Serna, Quintero – García, Ruiz (González Rubio), Flores, Soto (Rafael Granados), Carrillo |

### Peru–Paragwaj
| PERU – PARAGWAJ 2:2 (1:1) |
| --- |
| 6 grudnia 1947, Guayaquil, Estadio Capwell (widzów 20 000) |
| Sędzia: Luis Alberto Fernández |
| PERU: Suárez – Eliseo Morales, Da Silva – J.Castillo, González, Heredia – F.Castillo, Barbadillo (Mosquera), Fernández (López), Gómez Sánchez (Guzmán), Valdivieso |
| PARAGWAJ: García – Hugo, Céspedes – Gavilán, Ocampos, Cantero – López Fretes (Miranda), Marín (Bobadilla), Rivas (Genés), Villalba, Fernández                      |
| Bramki: 1:0 F.Castillo 17, 1:1 Villalba 38, 2:1 Mosquera 63, 2:2 Marín 74                                                                                          |

### Urugwaj–Chile
| URUGWAJ – CHILE 6:0 (3:0) |
| --- |
| 6 grudnia 1947, Guayaquil, Estadio Capwell (widzów 20 000)                                                                                 |
| Sędzia: Juan José Alvarez |
| URUGWAJ: Tulic – Lorenzo (46 Terra), Tejera – Gambetta, Romero, Cajiga – Britos (46 Puente), García, Falero, Sarro (46 Riephoff), Magliano |
| CHILE: Livingstone – Urroz, Alvarez (Negri) – Machuca Berríos, Wood, Busquets – Riera, Prieto (Sáez), Araya (Infante), Peńaloza, López     |
| Bramki: 1:0 Sarro 9, 2:0 Falero 39, 3:0 Falero 42, 4:0 Gambetta 68, 5:0 Magliano 88, 6:0 Magliano 89                                       |

### Chile–Peru
| CHILE – PERU 2:1 (1:0) |
| --- |
| 9 grudnia 1947, Guayaquil, Estadio Capwell (widzów 15 000)                                                                                                   |
| Sędzia: Juan José Alvarez |
| CHILE: Livingstone – Baeza, Negri – Machuca Berríos, Sepúlveda (Acuńa), Busquets – Riera, Varela, Sáez, Peńaloza, López                                      |
| PERU: Suárez – Eliseo Morales, Perales – J.Castillo (Pacheco), Raffo (González), Rosasco – Ernesto Morales (Torres), Barbadillo, López, Gómez Sánchez, Reyna |
| Bramki: 1:0 Varela 25, 2:0 Busquets 71, 2:1 López 72 |

### Urugwaj–Boliwia
| URUGWAJ – BOLIWIA 3:0 (1:0) |
| --- |
| 9 grudnia 1947, Guayaquil, Estadio Capwell (widzów 15 000)                                                                         |
| Sędzia: Mario Rubén Heyn |
| URUGWAJ: Tulic – Lorenzo, Tejera – Gambetta, Romero, Pérez Luz – Britos, Barreto, Falero, Riephoff (26 Stula, 46 García), Magliano |
| BOLIWIA: Arraya – Achá (Aráoz), Bustamante – Maida, Guerra, Vargas – González, Ugarte, Tapia, B.Gutiérrez, Orgaz                   |
| Bramki: 1:0 Magliano 9, 2:0 Falero 50, 3:0 Falero 79                                                                               |

### Chile–Ekwador
| CHILE – EKWADOR 3:0 (0:0) |
| --- |
| 11 grudnia 1947, Guayaquil, Estadio Capwell (widzów 22 000)                                                                                 |
| Sędzia: Juan José Alvarez |
| CHILE: Livingstone – Urroz, Negri – Machuca Berríos, Sepúlveda, Busquets (Acuńa) – Balbuena, Varela, Sáez (Araya), Peńaloza (Prieto), López |
| EKWADOR: Carrillo – Sánchez, Zurita – Marín, Alvarez, Molina – Cevallos, Zenck, Jiménez, Vargas (Aguayo), Pozo                              |
| Bramki: 1:0 Peńaloza 51, 2:0 López 62, 3:0 López 72                                                                                         |

### Argentyna–Peru
| ARGENTYNA – PERU 3:2 (1:1) |
| --- |
| 11 grudnia 1947, Guayaquil, Estadio Capwell (widzów 22 000)                                                                                       |
| Sędzia: Luis Alberto Fernández |
| ARGENTYNA: Cozzi – Colman, Sobrero – Yácono, Perucca, Pescia – Boyé, Méndez, Di Stéfano, Moreno, Loustau                                          |
| PERU: Asca (Suárez) – Eliseo Morales, Perales – Pacheco (J.Castillo), Torres, Heredia – Reyna (Fernández), Mosquera, López, Gómez Sánchez, Guzmán |
| Bramki: 0:1 Gómez Sánchez 25, 1:1 Moreno 41, 2:1 Di Stéfano 55, 3:1 Boyé 56, 3:2 López 65                                                         |
| Uwaga: Sędzia wyrzucił z boiska dwóch piłkarzy peruwiańskich – Lópeza i Torresa                                                                   |

### Kolumbia–Boliwia
| KOLUMBIA – BOLIWIA 0:0 |
| --- |
| 13 grudnia 1947, Guayaquil, Estadio Capwell (widzów 18 000)                                                                              |
| Sędzia: Luis Alberto Fernández |
| KOLUMBIA: Sánchez – Mejía, Gamboa (Picalúa) – Mallarino, De la Hoz, Estupińán – Pérez, Rafael Granados, González Rubio, Arango, Carrillo |
| BOLIWIA: Arraya – Achá (Aráoz), Bustamante – Calderón, Guerra, Vargas – González, Ugarte, Tapia, B.Gutiérrez (Vega), Orgaz               |

### Paragwaj–Urugwaj
| PARAGWAJ – URUGWAJ 4:2 (0:1) |
| --- |
| 13 grudnia 1947, Guayaquil, Estadio Capwell (widzów 18 000)                                                                               |
| Sędzia: Juan José Alvarez |
| PARAGWAJ: García – Hugo, Céspedes – Gavilán, Ocampos, Cantero – Avalos, Miranda (Marín), Rivas, Genés, Villalba                           |
| URUGWAJ: Tulic – Lorenzo, Tejera – Gambetta, Romero (80 Barreto), Cajiga – Britos, García (73 Chelle), Falero, Sarro (28 Stula), Magliano |
| Bramki: 0:1 Magliano 3, 0:2 Britos 47, 1:2 Genés 52, 2:2 Marín 76, 3:2 Genés 79, 4:2 Villalba 89                                          |

### Urugwaj–Ekwador
| URUGWAJ – EKWADOR 6:1 (5:0) |
| --- |
| 16 grudnia 1947, Guayaquil, Estadio Capwell (widzów 30 000)                                                                                 |
| Sędzia: Víctor Francisco Rivas |
| URUGWAJ: Tulic (46 Sabini) – Lorenzo, Tejera (46 Riobó) – Gambetta, Romero (46 Barreto), Cajiga – Puente, García, Falero, Sarro, Magliano   |
| EKWADOR: Carrillo – Henríquez, Sánchez – Torres (Riveros), Ortiz, L.Mendoza – Garnica, J.Mendoza (Jiménez), Gavilánez, Aguayo (Zenck), Pozo |
| Bramki: 1:0 Falero 19, 2:0 Falero 21, 3:0 Puente 24, 4:0 García 28, 5:0 Sarro 35, 5:1 Garnica 51, 6:1 Puente 88                             |

### Argentyna–Chile
| ARGENTYNA – CHILE 1:1 (1:1) |
| --- |
| 16 grudnia 1947, Guayaquil, Estadio Capwell (widzów 30 000)                                                                                     |
| Sędzia: Luis Alberto Fernández |
| ARGENTYNA: Cozzi – Marante (76 Colman), Sobrero – Yácono, Perucca (65 Rossi), Pescia – Boyé, Méndez, Di Stéfano, Moreno (56 Fernández), Loustau |
| CHILE: Livingstone – Urroz, Negri – Machuca Berríos, Sepúlveda, Busquets (Campos) – Riera, Varela, Infante (Araya), Peńaloza, López             |
| Bramki: 1:0 Di Stéfano 12, 1:1 Riera 37 |

### Paragwaj–Boliwia
| PARAGWAJ – BOLIWIA 3:1 (3:0)                                                                                               |
| --- |
| 18 grudnia 1947, Guayaquil, Estadio Capwell (widzów 12 000)                                                                |
| Sędzia: Juan José Alvarez                                                                                                  |
| PARAGWAJ: García – Hugo, Céspedes – Gavilán, Ocampos, Cantero (Avalos) – Marín, Rivas, Genés, Villalba (Miranda), Sánchez  |
| BOLIWIA: Arraya (E.Gutiérrez) – Achá (Aráoz), Bustamante – Calderón, Guerra, Vargas – González, Tardío, Tapia, Vega, Orgaz |
| Bramki: 1:0 Marín 5, 2:0 Genés 20, 3:0 Avalos 25, 3:1 González 71                                                          |

### Argentyna–Kolumbia
| ARGENTYNA – KOLUMBIA 6:0 (3:0) |
| --- |
| 18 grudnia 1947, Guayaquil, Estadio Capwell (widzów 12 000)                                                                                       |
| Sędzia: Alfredo Alvarez |
| ARGENTYNA: Cozzi – Colman, Palma (42 Sobrero) – Sastre, Rossi, Gutiérrez – Boyé (67 Cervińo), Méndez, Di Stéfano, Fernández (46 Campana), Loustau |
| KOLUMBIA: Sánchez – Mejía, Londońo – Vivares, Serna, Estupińán (Mallarino) – García, Ruiz, González Rubio, Arango, De la Hoz                      |
| Bramki: 1:0 Fernández 7, 2:0 Di Stéfano 30, 3:0 Boyé 38, 4:0 Loustau 55, 5:0 Di Stéfano 62, 6:0 Di Stéfano 75                                     |

### Ekwador–Peru
| EKWADOR – PERU 0:0 |
| --- |
| 20 grudnia 1947, Guayaquil, Estadio Capwell (widzów 20 000)                                                                                 |
| Sędzia: Mario Rubén Heyn |
| EKWADOR: Medina – Henríquez, Zurita – Riveros (Alvarez), Ortiz, L.Mendoza – Garnica, J.Mendoza, Jiménez, Aguayo (Cantos), Gavilánez (Marín) |
| PERU: Suárez – Eliseo Morales, Perales – Pacheco, González (Rosasco), Heredia – F.Castillo, Mosquera, Fernández (Barbadillo), Reyna, Guzmán |

### Paragwaj–Kolumbia
| PARAGWAJ – KOLUMBIA 2:0 |
| --- |
| 20 grudnia 1947, Guayaquil, Estadio Capwell (widzów 20 000)                                                                                  |
| Sędzia: Federico Muńoz Medina |
| PARAGWAJ: García – Hugo, Céspedes – Gavilán, Ocampos, Zarza (Avalos) – López Fretes, Rivas (Genés), Villalba (Fernández), Bobadilla, Miranda |
| KOLUMBIA: Sánchez – Mejía, Londońo – Vivares, Serna (De la Hoz), Estupińán (Mallarino) – Pérez, Rafael Granados, García, Arango, Ruiz        |
| Bramki: 1:0 Villalba, 2:0 Villalba |

### Peru–Kolumbia
| PERU – KOLUMBIA 5:1 (1:0) |
| --- |
| 23 grudnia 1947, Guayaquil, Estadio Capwell (widzów 5000)                                                                          |
| Sędzia: Mario Rubén Heyn |
| PERU: Suárez – Da Silva, Perales – J.Castillo, González, Heredia – F.Castillo, Mosquera, Valdivieso (López), Gómez Sánchez, Guzmán |
| KOLUMBIA: Sánchez – Picalúa, Londońo – Mallarino, Vivares, De la Hoz – Flores, Rafael Granados, Soto (García), Arango, Ruiz        |
| Bramki: 1:0 Mosquera 3, 1:1 Arango 48, 2:1 Guzmán 53, 3:1 Gómez Sánchez 67, 4:1 Guzmán 79, 5:1 Gómez Sánchez 81                    |

### Paragwaj–Chile
| PARAGWAJ – CHILE 1:0 (0:0) |
| --- |
| 23 grudnia 1947, Guayaquil, Estadio Capwell (widzów 5000)                                                                         |
| Sędzia: Juan José Alvarez |
| PARAGWAJ: García – Hugo, Céspedes – Gavilán, Ocampos, Cantero (Avalos) – Genés, Rivas, Villalba (Fernández), Marín, Sánchez       |
| CHILE: Livingstone – Baeza, Negri – Machuca Berríos, Sepúlveda (Acuńa), Busquets – Riera, Varela (Infante), Sáez, Peńaloza, López |
| Bramki: 1:0 Villalba 60 |

### Argentyna–Ekwador
| ARGENTYNA – EKWADOR 2:0 (1:0) |
| --- |
| 25 grudnia 1947, Guayaquil, Estadio Capwell (widzów 25 000)                                                                            |
| Sędzia: Alfredo Alvarez BOL (35 Mario Rubén Heyn)                                                                                      |
| ARGENTYNA: Diano – Marante, Sobrero – Yácono, Perucca (46 Rossi), Pescia – Boyé, Méndez, Di Stéfano (65 Pontoni), Moreno, Loustau      |
| EKWADOR: Medina – Henríquez, Zurita – Riveros (Marín), Alvarez (Ortiz), L.Mendoza – Cevallos, Zenck (Gavilánez), Jiménez, Aguayo, Pozo |
| Bramki: 1:0 Moreno 30, 2:0 Méndez 72                                                                                                   |

### Urugwaj–Peru
| URUGWAJ – PERU 1:0 (0:0) |
| --- |
| 26 grudnia 1947, Guayaquil, Estadio Capwell (widzów 6000)                                                                                        |
| Sędzia: Víctor Francisco Rivas |
| URUGWAJ: Tulic – Terra, Tejera – Gambetta, Romero, Cajiga – Britos (46 Puente), García, Falero, Sarro, Magliano (46 Stula)                       |
| PERU: Suárez – Da Silva (Eliseo Morales), Perales – Pacheco, González, Heredia – F.Castillo, Mosquera, Valdivieso (López), Gómez Sánchez, Guzmán |
| Bramki: 1:0 Falero 74 |
| Uwagi: W 67 minucie sędzia wyrzucił z boiska Gonzáleza, piłkarza reprezentacji Peru                                                              |

### Peru–Boliwia
| PERU – BOLIWIA 2:0 (0:0) |
| --- |
| 27 grudnia 1947, Guayaquil, Estadio Capwell (widzów 5000)                                                                                        |
| Sędzia: Mario Rubén Heyn |
| PERU: Suárez – Eliseo Morales, Raffo – Pacheco, González, Heredia – F.Castillo, López, Guzmán, Gómez Sánchez (J.Castillo), Barbadillo (Mosquera) |
| BOLIWIA: E.Gutiérrez – Aráoz, Bustamante – Calderón, Guerra, Vargas – González (Maldonado), Ugarte, B.Gutiérrez (Vega), Tapia, Orgaz             |
| Bramki: 1:0 J.Castillo 73, 2:0 Guzmán 82 |

### Argentyna–Urugwaj
| ARGENTYNA – URUGWAJ 3:1 (1:0) |
| --- |
| 28 grudnia 1947, Guayaquil, Estadio Capwell (widzów 25 000)                                                                                          |
| Sędzia: Mario Rubén Heyn |
| ARGENTYNA: Cozzi – Marante, Sobrero – Yácono, Rossi, Pescia – Boyé, Méndez (86 Fernández), Pontoni (69 Di Stéfano), Moreno, Loustau (86 Sued)        |
| URUGWAJ: Tulic – Terra, Tejera – Gambetta (46 Rodríguez Andrade), Romero, Cajiga – Britos, García, Falero (79 Chelle), Sarro (46 Riephoff), Magliano |
| Bramki: 1:0 Méndez 30, 2:0 Méndez 46, 2:1 Britos 74, 3:1 Loustau 85                                                                                  |

### Paragwaj–Ekwador
| PARAGWAJ – EKWADOR 4:0 |
| --- |
| 29 grudnia 1947, Guayaquil, Estadio Capwell (widzów 5000)                                                                                 |
| Sędzia: Luis Alberto Fernández |
| PARAGWAJ: García – Hugo, Céspedes – Gavilán, Ocampos, Cantero – López Fretes (Villalba), Genés, Fernández, Rivas (Mińo), Marín            |
| EKWADOR: Medina – Henríquez, Zurita – Riveros (Marín), Ortiz (Gavilánez), L.Mendoza – Alvarez, J.Mendoza, Garnica (Pozo), Jiménez, Aguayo |
| Bramki: Marín (3), Genés |

### Chile–Kolumbia
| CHILE – KOLUMBIA 4:1 (1:0) |
| --- |
| 29 grudnia 1947, Guayaquil, Estadio Capwell (widzów 5000)                                                                                   |
| Sędzia: Juan José Alvarez |
| CHILE: Livingstone – Urroz, Negri – Machuca Berríos, Sepúlveda, Acuńa – Riera, Varela (Peńaloza), Araya (Infante), Prieto (Sáez), López     |
| KOLUMBIA: Sánchez – Picalúa, Londońo – Quintero, De la Hoz, Mallarino – Meléndez, Rafael Granados, Ricardo Granados (García), Arango, Recio |
| Bramki: 1:0 Prieto 28, 2:0 Sáez 75, 3:0 Riera 78, 4:0 Sáez 88, 4:1 Rafael Granados 90                                                       |

### Chile–Boliwia
| CHILE – BOLIWIA 4:3 (2:0) |
| --- |
| 31 grudnia 1947, Guayaquil, Estadio Capwell (widzów 5000)                                                                     |
| Sędzia: Federico Muńoz Medina                                                                                                 |
| CHILE: Livingstone – Urroz (Acuńa), Alvarez – Machuca Berríos, Sepúlveda, Wood – Riera, Varela, Infante, Sáez (Prieto), López |
| BOLIWIA: E.Gutiérrez – Aráoz, Bustamante – Calderón, Guerra, Vargas – González, Ugarte, Tapia, Tardío, Orgaz                  |
| Bramki: 1:0 Aráoz 30s, 2:0 Sáez 44, 3:0 Infante 50, 4:0 López 51, 4:1 Tapia 77, 4:2 Tardío 84, 4:3 Orgaz 88                   |

## Podsumowanie

### Wyniki
Wszystkie mecze rozgrywano w Guayaquil na stadionie Capwell
| Ekwador   | 2 – 2 (2-2) | Boliwia   |
| Urugwaj   | 2 – 0 (1-0) | Kolumbia  |
| Argentyna | 6 – 0 (3-0) | Paragwaj  |
| Argentyna | 7 – 0 (3-0) | Boliwia   |
| Ekwador   | 0 – 0       | Kolumbia  |
| Peru      | 2 – 2 (1-1) | Paragwaj  |
| Urugwaj   | 6 – 0 (3-0) | Chile     |
| Chile     | 2 – 1 (1-0) | Peru      |
| Urugwaj   | 3 – 0 (1-0) | Boliwia   |
| Ekwador   | 0 – 3 (0-0) | Chile     |
| Argentyna | 3 – 2 (1-1) | Peru      |
| Boliwia   | 0 – 0       | Kolumbia  |
| Paragwaj  | 4 – 2 (0-1) | Urugwaj   |
| Ekwador   | 1 – 6 (0-5) | Urugwaj   |
| Argentyna | 1 – 1 (1-1) | Chile     |
| Paragwaj  | 3 – 1 (3-0) | Boliwia   |
| Argentyna | 6 – 0 (3-0) | Kolumbia  |
| Ekwador   | 0 – 0       | Peru      |
| Paragwaj  | 2 – 0       | Kolumbia  |
| Peru      | 5 – 1 (1-0) | Kolumbia  |
| Chile     | 0 – 1 (0-0) | Paragwaj  |
| Ekwador   | 0 – 2 (0-1) | Argentyna |
| Urugwaj   | 1 – 0 (0-0) | Peru      |
| Peru      | 2 – 0 (0-0) | Boliwia   |
| Argentyna | 3 – 1 (1-0) | Urugwaj   |
| Ekwador   | 0 – 4       | Paragwaj  |
| Chile     | 4 – 1 (1-0) | Kolumbia  |
| Chile     | 4 – 3 (2-0) | Boliwia   |

### Końcowa tabela
| Poz | Klub      | Mecze | Zw | Rem | Por | Pkt | BrZd | BrStr |
| --- | --------- | ----- | -- | --- | --- | --- | ---- | ----- |
| 1   | ARGENTYNA | 7     | 6  | 1   | 0   | 13  | 28   | 4     |
| 2   | PARAGWAJ  | 7     | 5  | 1   | 1   | 11  | 16   | 11    |
| 3   | URUGWAJ   | 7     | 5  | 0   | 2   | 10  | 21   | 8     |
| 4   | CHILE     | 7     | 4  | 1   | 2   | 9   | 14   | 13    |
| 5   | PERU      | 7     | 2  | 2   | 3   | 6   | 12   | 9     |
| 6   | EKWADOR   | 7     | 0  | 3   | 4   | 3   | 3    | 17    |
| 7   | BOLIWIA   | 7     | 0  | 2   | 5   | 2   | 6    | 21    |
| 8   | KOLUMBIA  | 7     | 0  | 2   | 5   | 2   | 2    | 19    |

Dwudziestym triumfatorem turnieju Copa América został po raz trzeci z rzędu (a w sumie dziewiąty) zespół Argentyny.

### Strzelcy bramek
| Gole   | Piłkarze |
| ------ | --- |
| 8      | Falero |
| 6      | Di Stéfano, Méndez Marín |
| 5      | Villalba |
| 4      | Boyé, Loustau, Pontoni Genés Magliano |
| 3      | Moreno López, Gómez Sánchez, Guzmán Britos |
| 2      | B.Gutiérrez Riera, Sáez Jiménez López, Mosquera Puente, Sarro                                                                                               |
| 1      | Fernández González, Orgaz, Tapia, Tardío Busquets, Infante, Peńaloza, Varela Arango, Rafael Granados Garnica Avalos F.Castillo, J.Castillo Gambetta, García |
| samob. | Aráoz (dla Chile) |

### Sędziowie
| Mecze | Sędziowie                                    |
| ----- | -------------------------------------------- |
| 8     | Juan José Alvarez                            |
| 7     | Mario Rubén Heyn                             |
| 6     | Luis Alberto Fernández                       |
| 3     | Víctor Francisco Rivas Federico Muńoz Medina |
| 2     | Alfredo Alvarez                              |